# Apogon leptocaulus
Apogon leptocaulus es una especie de pez de la familia de los apogónidos en el orden de los perciformes.

## Morfología
Los machos pueden llegar a alcanzar los 6 cm de longitud total.

## Distribución geográfica
Se encuentran en el Atlántico occidental: desde el sur de Florida (Estados Unidos) hasta Belice y las islas del sur del Mar Caribe.